# Кяф с точкой снизу
ࢴ (кяф с точкой снизу) — дополнительная буква арабского алфавита, используемая в ряде языков, основанных на арабской письменности. Образован от буквы кяф (ك) путём добавления одной точки под букву. Обозначает звук [g].

## Использование
- Присутствует в письменности пегон для сунданского языка.
- Тридцать первая буква арви, диалекта тамильского языка. В тамильском письме соответствует க். Вместо ࢴ в арви может использоваться и обычный кяф.
- В 1967-1972 годах при попытке создать единый алфавит для белуджского языка предлагалось заменить нынешние غ и گ на ࢴ, однако эта идея не прижилась[1].
- Присутствует в письменности пегон для мадурского языка. Кроме звука [g] также может обозначать и [kʰ][2][3]. В яванском письме соответствует букве ꦒ.
- Присутствует в арабской версии письменности лонтара, где соответствует букве ᨁ.
- Присутствует в арабском алфавите макасарского языка[4].

## Формы
Стоящий в начале кяф с точкой снизу пишется, как ࢴـ; в середине слова — как ـࢴـ и в конце слова — ـࢴ.